# راسيل كيمبل
راسيل كيمبل (بالإنجليزية: Russell Kimball)‏ هو مخرج فني أمريكي، ولد في 1 نوفمبر 1903 في مينيسوتا في الولايات المتحدة، وتوفي في 29 يونيو 1979 في لوس أنجلوس في الولايات المتحدة.

## وصلات خارجية
- راسيل كيمبل على موقع IMDb (الإنجليزية)
- راسيل كيمبل على موقع قاعدة بيانات الفيلم (الإنجليزية)